# Арундати Рој
Сузана Арундати Рој (енгл. Suzanna Arundhati Roy; Шилонг (Индија), 24. новембар 1961) је индијска књижевница и борац за људска права. Њен најпознатији роман је Бог малих ствари написан 1996. године који јој је и донео светску славу.

## Биографија
Арундати Рој је индијска књижевница рођена у Шилонгу 24. новембра 1961. године. Студирала је архитектуру Њу Делхију. Почела је да се бави писањем 1992. године. После четири године је публиковала први роман Бог малих ствари који је одмах привукао пажњу јавности и овенчан је Букером наградом. После тога је публиковала неколико публицистичких дела и телевизијских и филмских сценарија. Потпуно се посветила активизму борбе за људска права.  Тек 2017. је објавила роман Министарство неизмерне среће.

## Стил писања
Арундати Рој представља разноврсне ликове и ситуације које су испреплетане у простору и времену. Приказује необичне и занимљиве светове, реалне и имагинарне. Кроз редове које је написала уочавају се туга и озбиљност, али и хумор који је префињен, ироничан и понекад саркастичан.

### Романи
- Бог малих ствари - 1996.
- Министарство неизмерне среће - 2017.

### Публицистика
- Алгебра бескрајне правде
- Ослушкујући скакавце
- Сломљена република

## Награде
Године 1997. је роман Бог малих ствари награђен Букеровом наградом.